# Elizabeth Gurley Flynn

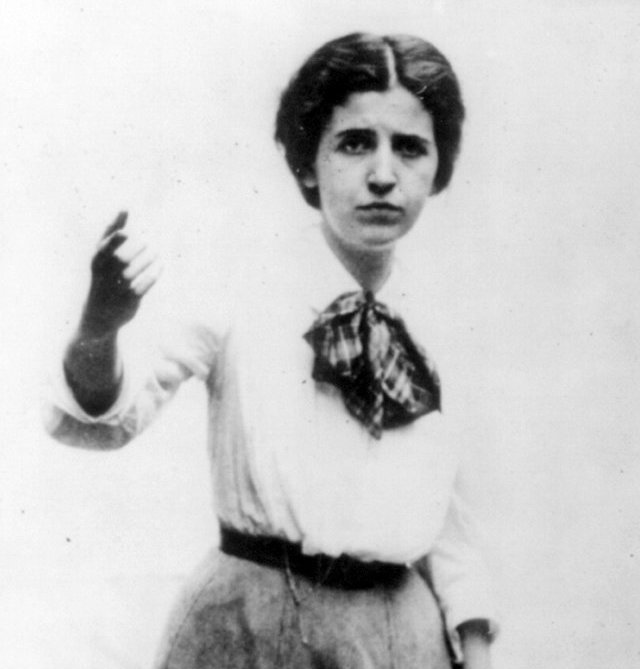
Elizabeth Gurley Flynn

Elizabeth Gurley Flynn (* 7. August 1890 in Concord, New Hampshire; † 5. September 1964 in Moskau) war eine US-amerikanische Aktivistin der Arbeiterbewegung und kommunistische Politikerin.
Mit siebzehn Jahren trat Gurley Flynn der 1905 gegründeten Industrial Workers of the World (IWW) bei.
Nachdem sie 1937 nach jahrelangem Engagement für die Gewerkschaftsbewegung in die Kommunistischen Partei der USA (CPUSA) eingetreten war, begann eine Zeit von Ausgrenzung, Verfolgung und Inhaftierung.
1961 wurde sie als erste Frau zur Vorsitzenden des Nationalkomitees der CPUSA gewählt. Als 1964 ein 14 Jahre andauernder Rechtsstreit um die Verweigerung der Ausgabe von Reisepässen gewonnen wurde, reiste Flynn in die Sowjetunion. Dort starb sie am 5. September 1964; sie erhielt ein Staatsbegräbnis auf dem Roten Platz. Beerdigt wurde sie jedoch nach eigenem Wunsch auf dem Waldheimfriedhof in Chicago, unweit der Gedenkstätte für den Haymarket Riot vom 1. Mai 1886.
Während er in Salt Lake City im Gefängnis saß, schrieb Joe Hill für Elizabeth Gurley Flynn das Lied The Rebel Girl.

## Schriften (Auswahl)
- Sabotage – the conscious withdrawal of the workers' industrial efficiency. IWW Publishing Bureau, Cleveland 1916. Deutsche Ausgabe: Sabotage. Die bewusste Verringerung industrieller Effizienz. Verlag Trikont Duisburg und Verlag Dialog-Edition, Duisburg 2016.
- I speak my own piece. Autobiography of „The Rebel Girl“. Masses & Mainstream, New York 1955. Deutsche Ausgabe: Das Rebellenmädchen. Eine Autobiographie. Dietz, Berlin 1958. (weitere Auflagen bis 1978)